# Iridium(IV)-iodid
Iridium(IV)-iodid ist eine anorganische chemische Verbindung des Iridiums aus der Gruppe der Iodide.

## Gewinnung und Darstellung
Iridium(IV)-iodid kann durch Reaktion von Dikaliumhexachloroiridat oder Hexachloroiridiumsäure mit einer wässrigen Lösung von Kaliumiodid gewonnen werden.

## Eigenschaften
Iridium(IV)-iodid ist ein schwarzer Feststoff, der praktisch unlöslich in Wasser und Ethanol. In Alkaliiodidlösungen löst sich die Verbindung leicht zu einer rubinroter Lösung unter Bildung von Komplexsalzen.

## Verwendung
Iridium(IV)-iodid kann als Katalysator in der organischen Chemie verwendet werden.